# Wolfhampcote
Wolfhampcote est un village abandonné et une paroisse civile du Warwickshire et du Northamptonshire, qu'il chevauche , en Angleterre. Administrativement, il dépend du district de Rugby.

## Démographie
La paroisse civile de Wolfhampcote comprend le vieux village, ainsi que le village voisin de Flecknoe et les petits hameaux de Sawbridge et Nethercote. En 2001, la paroisse comptait 263 habitants, passant à 284 lors du recensement de 2011, et à nouveau à 292 lors du recensement de 2021. Flecknoe a la plus grande population de la paroisse.

## Localisation
Le vieux village de Wolfhampcote se trouve à l'ouest de la route A45, près de Braunston dans le Northamptonshire, et est accessible par une petite route depuis la route principale A45 ou par une voie depuis Flecknoe. Le village a été mentionné sous le nom d'Ufelmscote dans le Domesday Book, et a été abandonné à la fin du XIVe siècle. Il est classé comme village médiéval déserté.

## Histoire

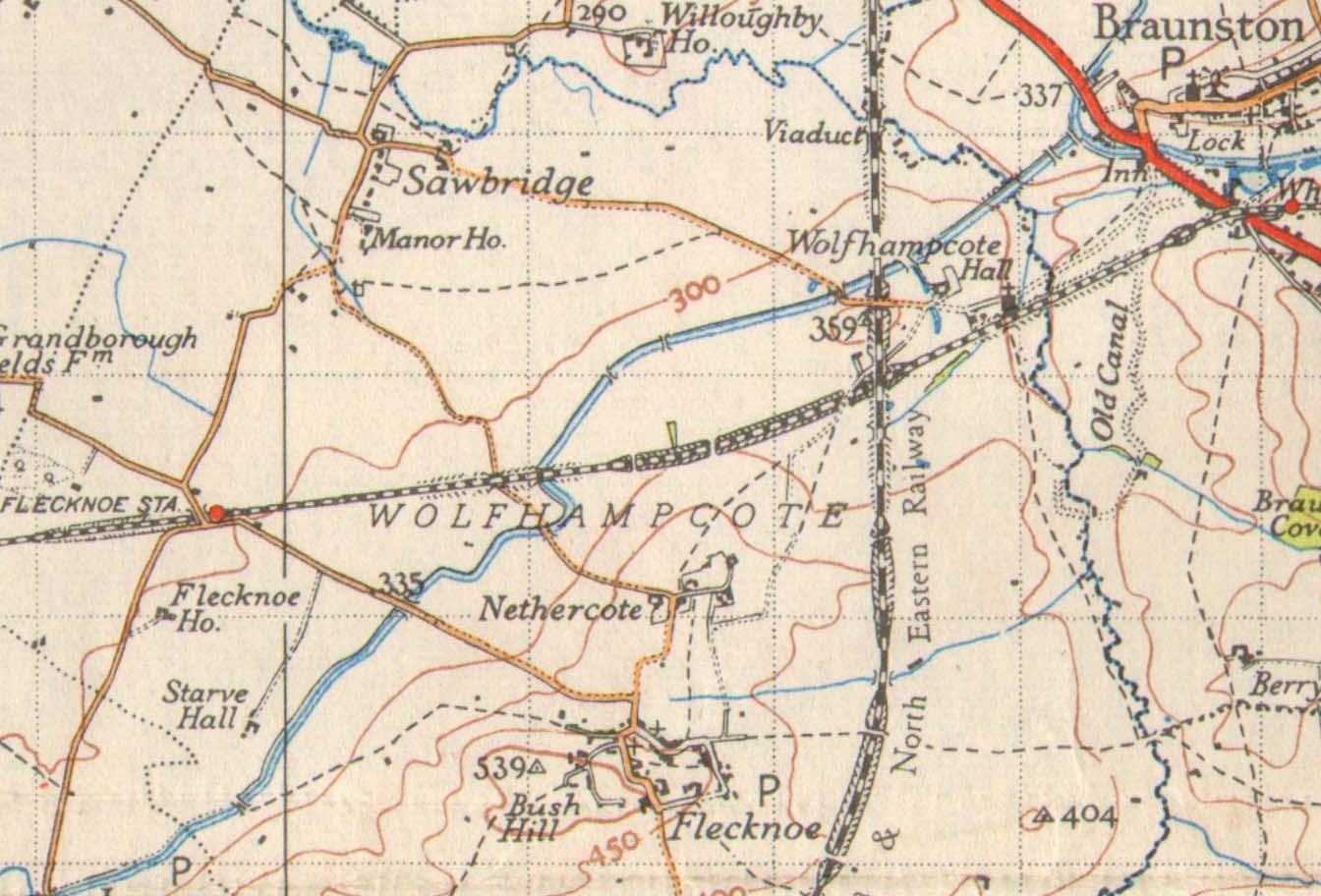
Carte de 1946 de la paroisse de Wolfhampcote, le vieux village est près de Braunston, la carte montre les anciennes lignes de chemin de fer qui sillonnaient la zone, toutes deux désormais fermées

La légende locale suggère que le village a été anéanti par la peste noire amenée par des réfugiés de Londres, mais il n'y a aucune preuve à l'appui. Il est beaucoup plus probable qu'il restait encore quelques chaumières après la grande peste et qu'après avoir lutté pour entretenir leurs terres, les villageois se sont éloignés vers des endroits plus prospères, laissant le seigneur du manoir défricher la terre pour le pâturage des moutons du mieux qu'il pouvait. Le village est représenté sous le nom de Wulfencote sur la carte de Christopher Saxton de 1637.
Les seuls vestiges du village sont un chalet, une ferme et l'ancien presbytère, situé à quelque distance. L'élément le plus remarquable du village qui subsiste est l'Église Saint-Pierre (en), qui se dresse apparemment isolée au milieu de nulle part dans un champ. L'église a été restaurée à plusieurs reprises, la dernière fois dans les années 1970 par une organisation appelée les Amis des églises abandonnées (en). L'église est aujourd'hui gérée par l' organisme pour la conservation des églises (en) et n'est utilisée qu'une ou deux fois par an.
La zone autour du vieux village est riche en archéologie industrielle. Le canal d'Oxford passe au nord du site, mais cette section est le résultat d'un redressement datant des années 1830, le tracé original plus au sud (construit dans les années 1770) ayant suivi un tracé beaucoup plus sinueux dont les vestiges peuvent encore être retracés dans la région. Il y a aussi les restes de deux lignes de chemin de fer abandonnées, la première étant l'ancienne voie ferrée Weedon à Leamington Spa (via Daventry), qui fait partie du London and North Western Railway (plus tard le LMS), fermée aux passagers en septembre 1958 et au fret en décembre 1963, et la seconde étant la Great Central Main Line, fermée à toute circulation en septembre 1966. La première passe assez près du côté sud de l'église. Les deux lignes se croisaient sur une courte distance vers l'ouest.

## Galerie

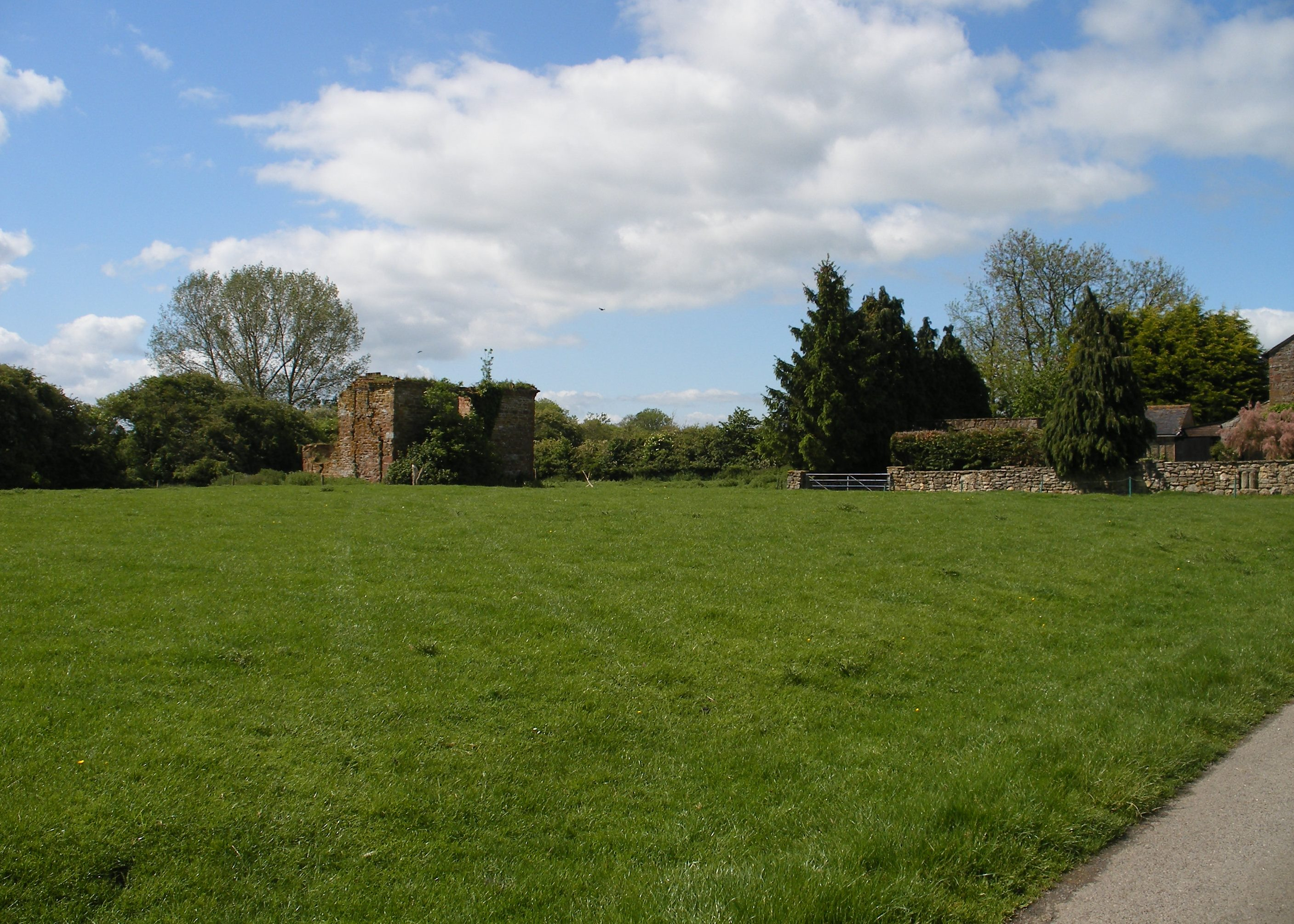
Village abandonné de Wolfhampcote.
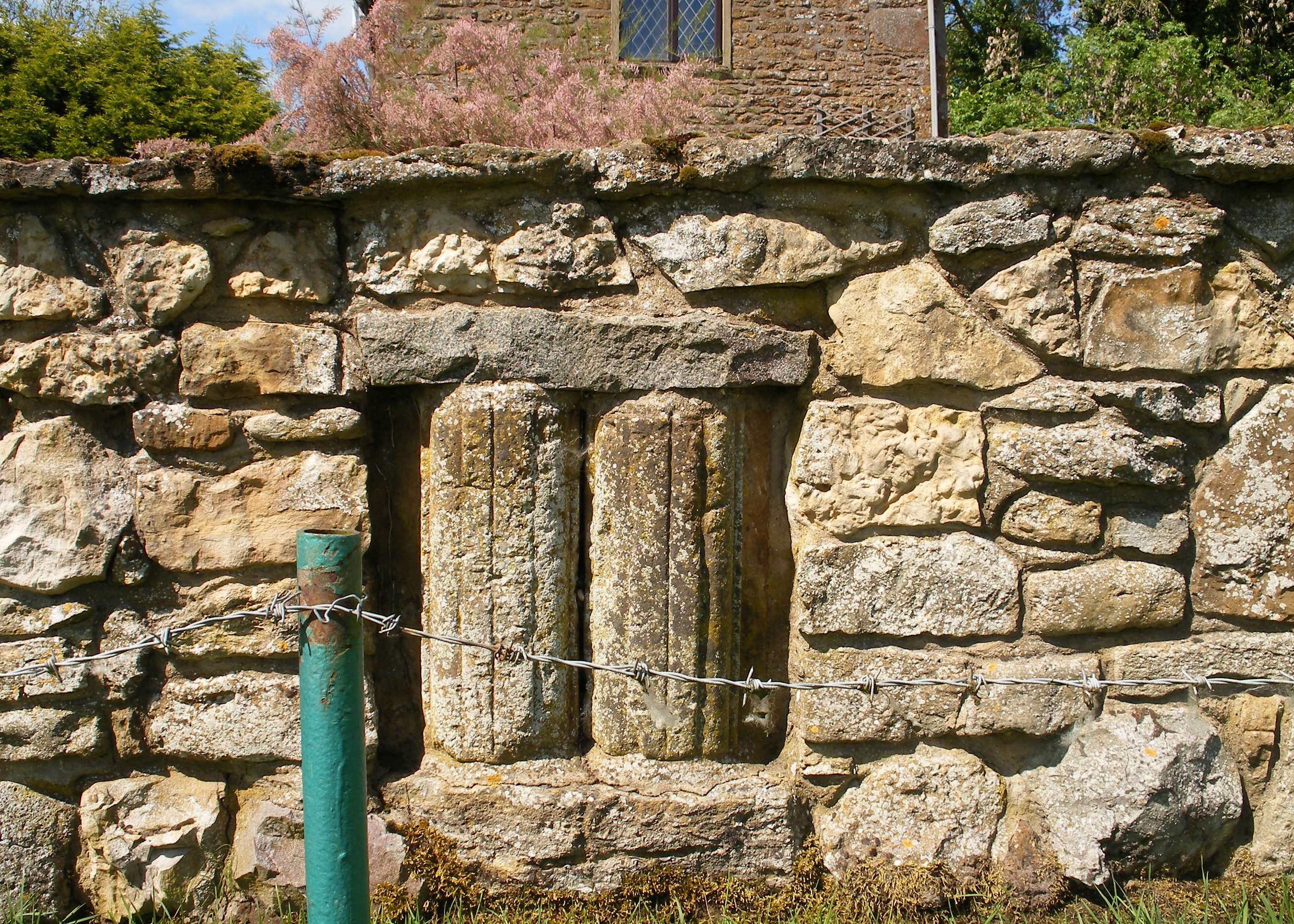
Détail d'un mur.
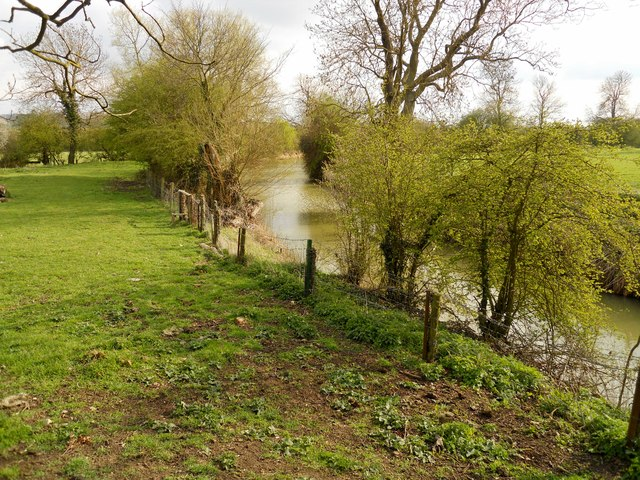
Oxford canal.